# Lilla Farsbosjön (Ulrika socken, Östergötland, 644417-147288)
Lilla Farsbosjön är en sjö i Linköpings kommun i Östergötland och ingår i Motala ströms huvudavrinningsområde. Sjöns area är 0,042 kvadratkilometer och den är belägen 177,2 meter över havet.